# مگنوم (بستنی)

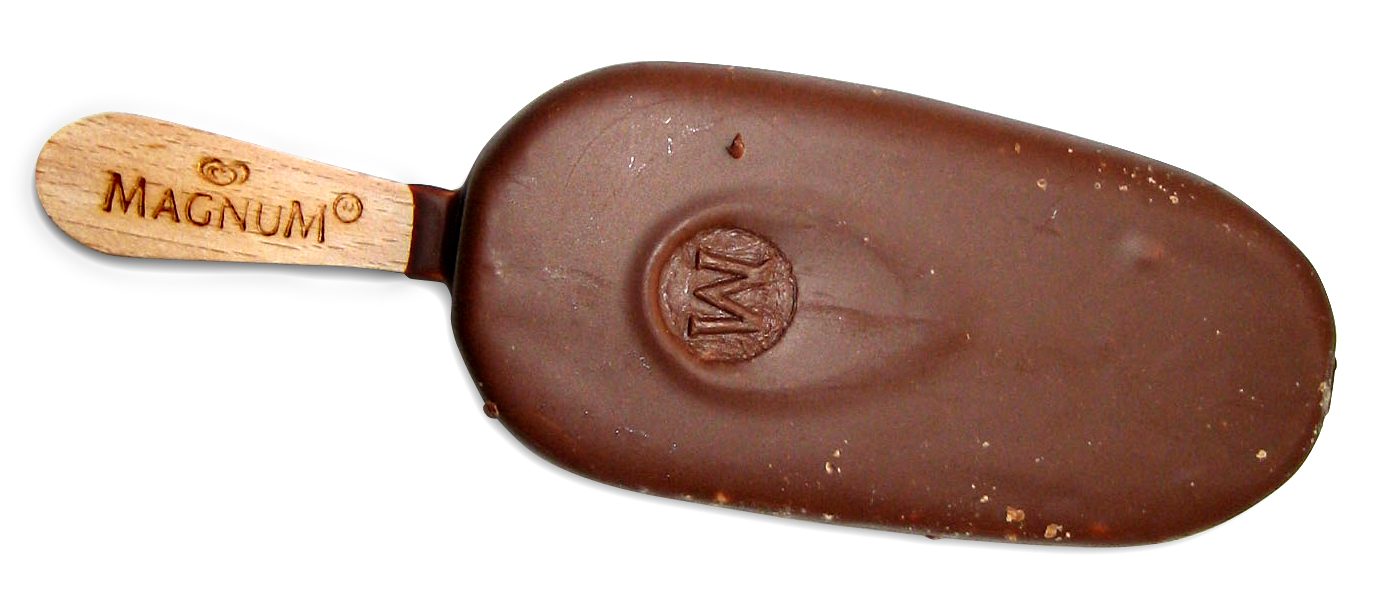
ستریتس مگنوم کلسیک

مگنوم (انگلیسی: Magnum) یک برند بستنی متعلق به شرکت هلندی/بریتانیایی یونیلور است
بستنی که امروزه به نام مگنوم شناخته می‌شود نخستین بار در سال ۱۹۸۹ در سوئد به بازار عرضه شد و در اصل تولید شرکت فریسکو در دانمارک بود.

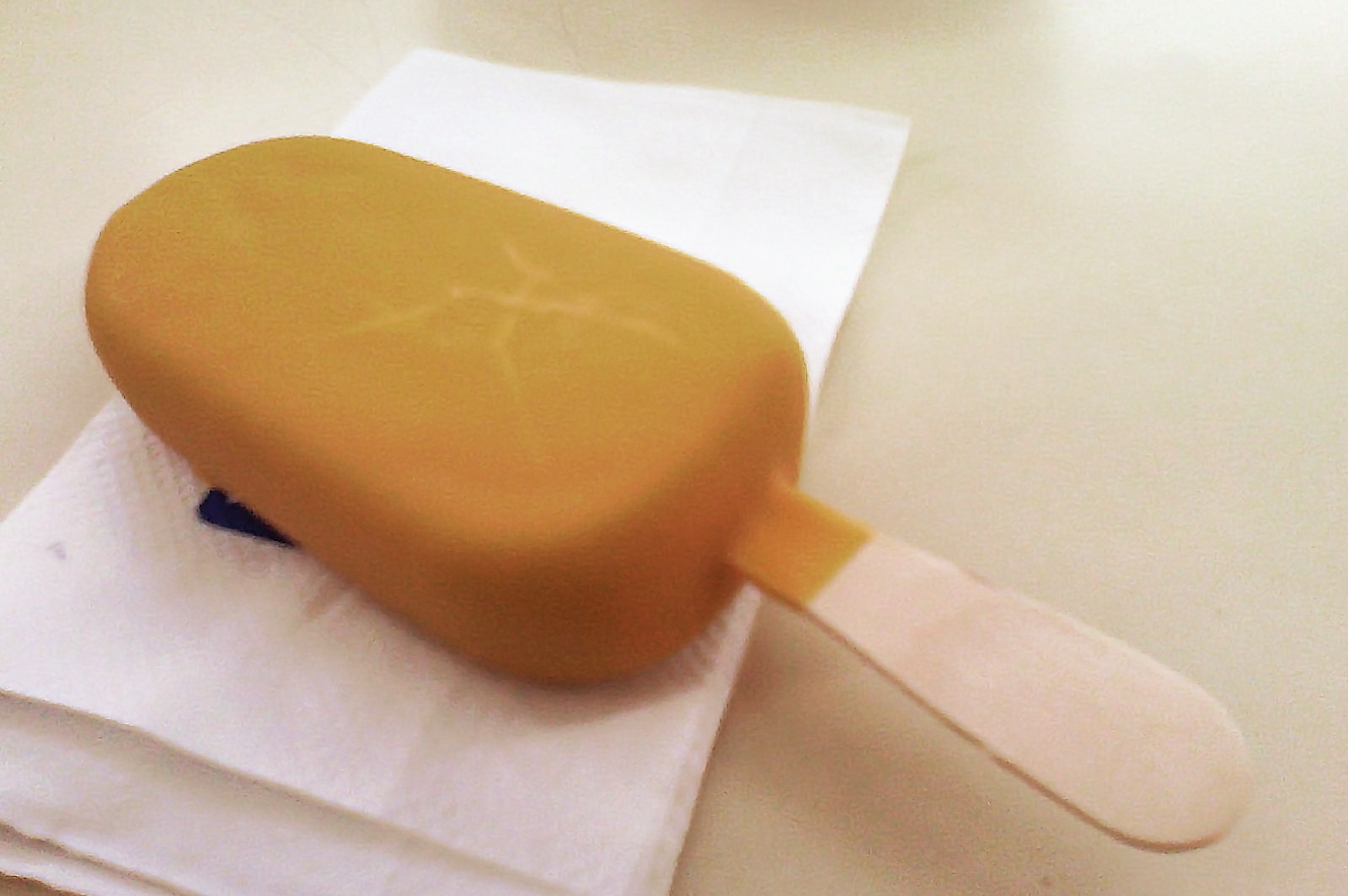
یک بستنی چوبی مگنوم طلایی.